# Via dell'Oriuolo
Via dell'Oriuolo è una strada del centro storico di Firenze, situata tra piazza Gaetano Salvemini e piazza del Duomo angolo via del Proconsolo (dove sono il canto dei Falconieri e il canto de' Bischeri). Incontra lungo il tracciato borgo degli Albizi, la volta di San Piero, via Sant'Egidio (angolo Borgo Pinti) e via Folco Portinari.

## Storia

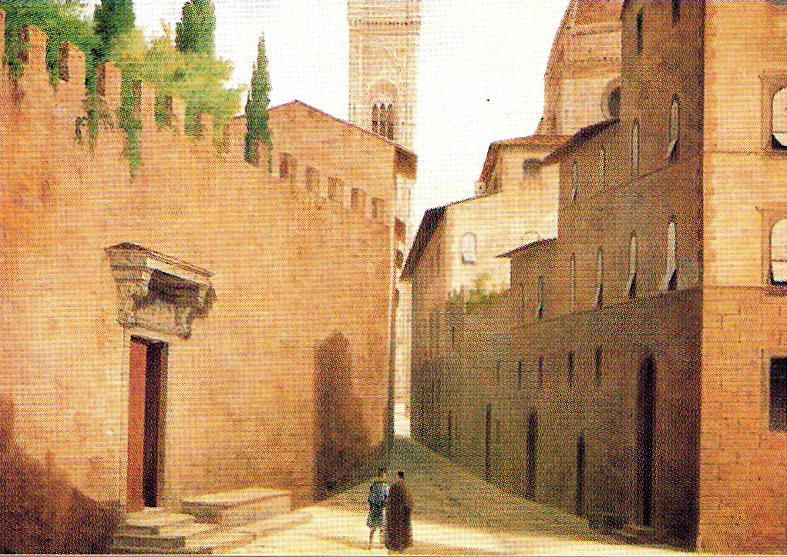
Via Buia (col portale del giardino dei Pazzi a sinistra), olio di Fabio Borbottoni

Tra Trecento e Quattrocento la strada fu nota come via Albertinelli (volgarmente via Albertinella, via Bertinella o Bertinelli), dalla famiglia che qui aveva le proprie case nel luogo oggi occupato dall'Archivio notarile e alla quale si intitolava anche una postierla della penultima cerchia di mura, posta circa all'imbocco di via Fiesolana. Più tardi, nel 1288, nello stesso luogo sorse il primo nucleo dell'ospedale di Santa Maria Nuova, con entrata però sulla via poi detta di Sant'Egidio.
Nella pianta di Firenze delineata da Ferdinando Ruggieri nel 1731 via dell'Oriuolo appare invece distinta in tre diversi tratti, a documentare altre titolazioni già affermatesi nei secoli precedenti. Il primo tratto, tra via Fiesolana e borgo degli Albizi (che attualmente costituisce in buona parte il lato nord di piazza Gaetano Salvemini) appare con la denominazione di via dello Sprone (altrove Sperone), evidentemente in riferimento o alla forca determinata con via Sant'Egidio, oppure a quella definita sempre dalla nostra via con borgo degli Albizi, oggi non più apprezzabile per la sua riduzione con la parallela creazione - come già accennato - di piazza Gaetano Salvemini, nell'ambito del cantiere per il 'risanamento' del quartiere di Santa Croce avviato nel 1936.
Tra la volta di San Piero e l'attuale via Folco Portinari la pianta riporta invece già la titolazione di via dell'Oriuolo, affermatasi presumibilmente alla fine del Quattrocento in ragione del fatto che in una officina lungo il tratto era stato fabbricato da Nicolò di Bernardo di San Friano, nel 1353, il primo orologio pubblico (nell'uso fiorentino antico oriuolo o orivuolo o orivolo) destinato alla torre del Palazzo Vecchio, con un meccanismo realizzato per la prima volta a Firenze. In continuità con questa attività, qui ebbero poi bottega anche gli orologiai Lorenzo della Volpaia e i suoi discendenti.
Il tratto successivo, da via Folco Portinari a piazza del Duomo, è indicato sotto il nome di via Buia, a indicare una strozzatura che evidentemente limitava fortemente l'irraggiamento solare (così Guido Carocci: "la strada sembrava una fessura ed una volta penetrati là dentro nel sollevare lo sguardo al cielo si vedeva appena una striscia meschina di cielo"). Su tale situazione si intervenne ampliando e rettificando la strada tra il 1860 e il 1861 su progetto dell'ingegnere comunale Federico Gatteschi, il che consentì negli anni di Firenze Capitale (1865-1871) di scegliere il tracciato, ormai aperto alla luce e alla visione della zona absidale della cattedrale, come luogo per costruirvi l'imponente sede della Banca d'Italia. Ciò sacrificò alcune importanti testimonianze del passato, come il giardino dei Pazzi, il cui portale venne però smontato e ricostruito nel Museo di San Marco.
Venute meno le situazioni che avevano portato alle varie denominazioni, sempre dagli anni di Firenze Capitale la strada fu unificata sotto la denominazione che ancora la identifica.

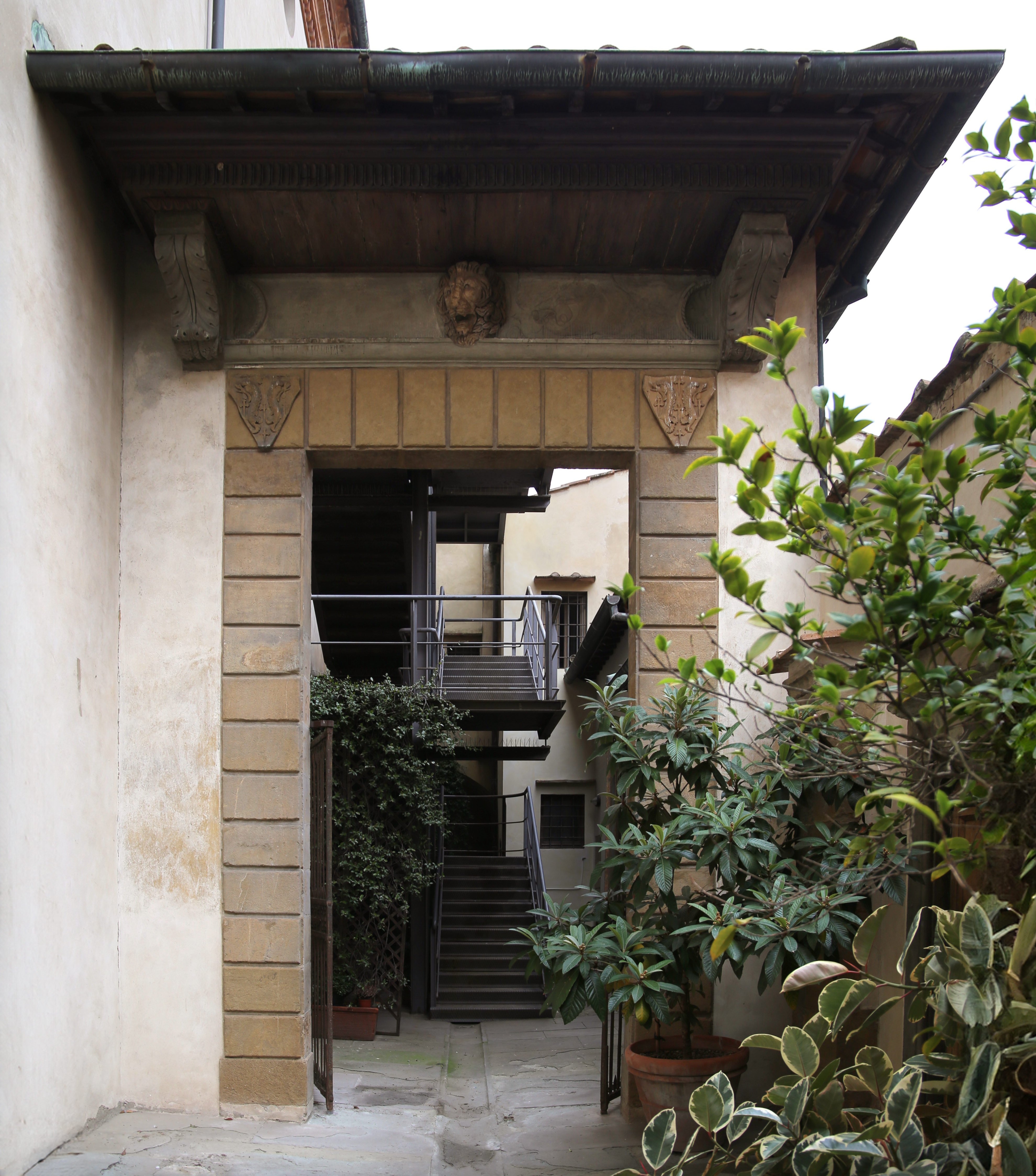
Il portale del giardino dei Pazzi oggi ricostruito nel Museo di San Marco
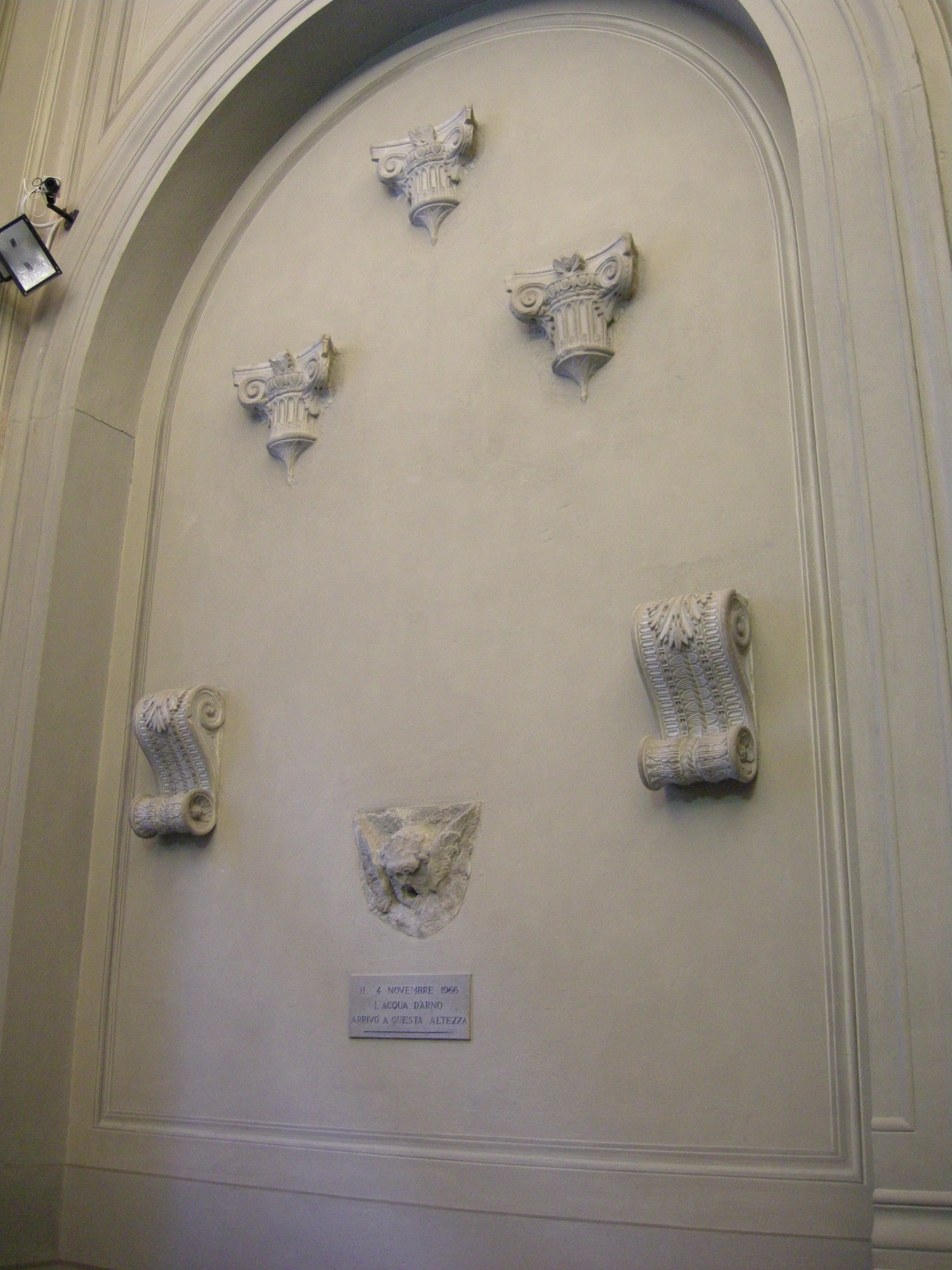
Frammenti dal giardino dei Pazzi, oggi nell'atrio dello scalone del palazzo della Banca d'Italia
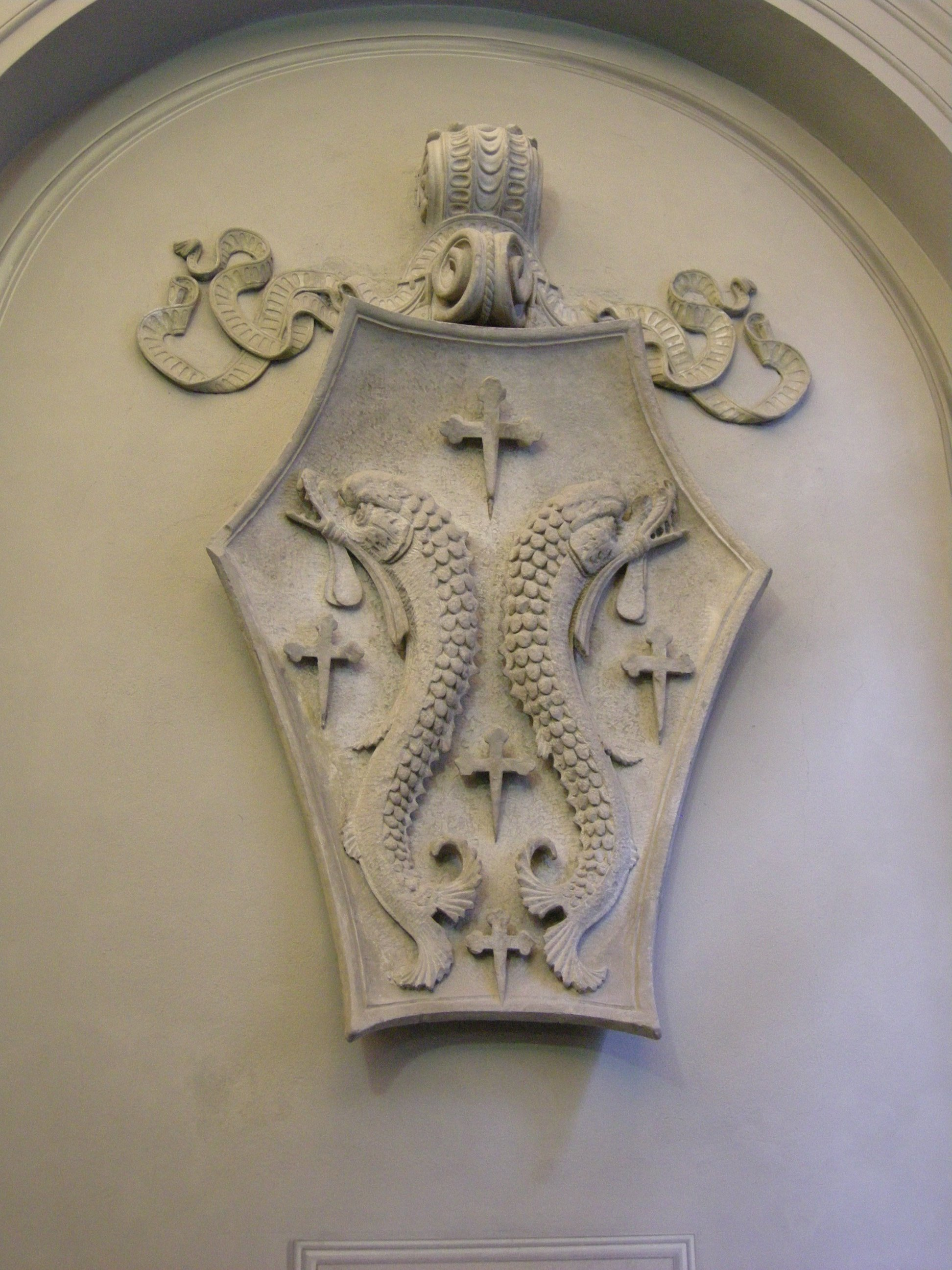
Stemma Pazzi nell'atrio dello scalone del palazzo della Banca d'Italia

## Descrizione
Nel suo insieme il carattere della strada è residenziale, non fosse per quel notevole polo di attrazione esercitato dalla biblioteca delle Oblate, posta nel suo tratto centrale e che negli ultimi anni ha sicuramente rivitalizzato il tracciato, comunque fondamentale nel suo collegare il quartiere di Santa Croce a piazza del Duomo. La vocazione culturale della strada è anche accentuata dalla presenza dell'Archivio Storico del Comune di Firenze e dell'Archivio notarile.
La via peraltro offre un piacevole scorcio della cupola del Brunelleschi.
L'angolo formato da via del Proconsolo con via dell'Oriuolo, si chiamò il Canto dei Bischeri, dalle case che questa famiglia fiorentina vi possedeva.

### Edifici
| Immagine | N°       | Nome                                        | Descrizione |
| -------- | -------- | ------------------------------------------- | --- |
|          | 1        | Casa degli Albizi alla Volta di San Pierino | L'edificio segna con la propria presenza il primo tratto di borgo degli Albizi, già via del Mercatino, a guardare il fianco di quella che fu la chiesa di San Pier Maggiore. Dai chiari caratteri trecenteschi, la casa è documentata nell'incisione di Giuseppe Zocchi del 1744 che illustra la piazza ancora dominata dalla mole dell'antica chiesa, ristrutturata su progetto di Matteo Nigetti nel 1638 e quindi demolita nel 1783 perché creduta pericolante: per quanto già descritta con i suoi otto assi, qui si presenta sia con una diversa organizzazione dei vani al piano terreno (con sporti riparati da un'ampia tettoia), sia con un più modesto sviluppo dell'ultimo piano, che è da ritenersi modificato probabilmente nei primi decenni del Novecento (Giovanni Fanelli, senza ulteriori precisazioni, indica un intervento eseguito dall'architetto Ezio Cerpi ai primi del Novecento sul "complesso medievale al mercatino di San Pietro", che bene si presterebbe ad essere identificato con questo). Sul via dell'Oriuolo si trova l'accesso cinquecentesco, con un portale incorniciato da bugne rustiche. Sul lato destro del fronte, in prossimità della volta, è un tabernacolo con cornice in pietra. |
|          | 3        | Casa degli Alessandri                       | L'edificio, che guarda alla piazza di San Pier Maggiore, presenta al piano terreno una successione di archi risalenti al Trecento o agli inizi del secolo successivo, che originariamente dovevano svilupparsi senza soluzione di continuità anche lungo il fabbricato oggi individuato dal numero civico 4. Attualmente tutti i fornici sono occupati da esercizi commerciali, tanto che l'accesso al fabbricato è da via dell'Oriuolo al n. 3 (lato dal quale Walther Limburger segnala la presenza di un cortile con pilastri con capitelli a foglie d'acqua). L'insieme è stato interessato da un intervento di restauro negli anni settanta del Novecento. Su via dell'Oriuolo si segnalano le tracce dei vari rifacimenti che l'edificio ha subito nel corso del tempo, compresa la soprelevazione tardo ottocentesca. Anche il portone e le finestre al primo piano appaiono alterate da false bugne a raggiera. Le finestre centinate sono quattro per piano oggi manomesse e sostituite con aperture rettangolari, sebbene ancora visibili; in alto una fila di aperture basse del sottotetto e la gronda particolarmente sporgente. |
|          | 10       | Palazzo degli Sporti                        | L'edificio, sviluppato su tre piani, d'impianto cinquecentesco, prospetta sia su via dell'Oriuolo sia su via sant'Egidio con facciate a sporti su mensole, che ne definiscono un elemento così distintivo da determinare la denominazione corrente dell'edificio. In quest'area sono documentate antiche case degli Albizi, poi trasformate in palazzo attorno al 1532 e passate, nel corso del tempo, agli Orlandi (creditori degli Albizi), ai Busini, e ad una suora della famiglia, monaca nel monastero di Santa Caterina al Monte, detto di San Gaggio: a questa fase si riferisce lo stemma del cenobio che ricorre sui portoni, ora tamponati. Nell'Ottocento il palazzo subì uno smusso verso piazza Salvemini per attenuare l'acutezza dello sprone che, per via degli sporti su mensole, lo rendeva simile alla prua di una nave. In questa casa, nel 1631, il letterato bolognese Agostino Coltellini costituì un sodalizio con lo scopo di riunire "in virtuosa conversazione" i giovani usciti dalla scuola di Lettere Umane, che dal 1635 si trasformò in Accademia degli Apatisti. Infondata è invece la tradizione che attribuisce il palazzo al disegno di Michelangelo Buonarroti, o di Baccio d'Agnolo. |
|          | 36r      | Casa del monastero di San Pier Maggiore     | Si tratta di un edificio originato da una antica casa a schiera, privo di elementi architettonici d'interesse, attualmente con il fronte sviluppato per cinque piani su due assi, con il terreno interamente occupato da un ampio passo carraio. Vi si nota la presenza di un pietrino eroso e comunque ancora leggibile come due chiavi decussate e legate, del tipo utilizzato per segnare le proprietà dal vicino (e ora distrutto) monastero di San Pier Maggiore. |
|          | 9        | Palazzo Corsi-Albizi                        | Si tratta di un palazzo alla fiorentina con la facciata d'impianto cinquecentesco, organizzata su quattro piani estesi per cinque assi, con il portone incorniciato da bugne di pietra. Secondo modi propri del periodo le bugne si ripetono, rilevate, anche attorno alle finestre del primo piano, mentre al secondo piano appaiono a filo dell'intonaco. Il terzo piano è da interpretarsi come una soprelevazione più tarda. Il repertorio di Bargellini e Guarnieri (così come quello del 1972) indica il palazzo come appartenuto agli Albizi, poi alla famiglia Corsi, quindi alla monache di San Pier Maggiore, facendo in quest'ultimo caso riferimento a un pietrino a forma di rotella con le due chiavi di San Pietro decussate, rilevato nella parte bassa della facciata, che tuttavia oggi non è visibile (lo si trova, invece, sull'edificio antistante). |
|          | 17       | Palazzina Albizi                            | Si tratta di una grande costruzione a quattro piani sviluppata su sei assi, priva di elementi architettonici di rilievo e comunque frutto dell'unificazione di due precedenti case. Sulla base dei dati raccolti da Marcello Jacorossi () tali edifici facevano parte del vasto complesso delle case degli Albizi, così come era anche per gli edifici che un tempo segnavano il tratto successivo, oltre il quale si estendevano le proprietà dei Da Filicaia. |
|          | 14       | Scuderie degli Albizi                       | Si segnala l'edificio (che all'esterno non presenta elementi di particolare interesse architettonico), per la presenza di un ampio passo carraio che sulla chiave reca uno stemma con l'arme della famiglia degli Albizi, e che introduce ad ampi ambienti voltati che si sviluppano in profondità fino ad aprirsi su via Sant'Egidio, dove nuovamente, al civico 9, è riproposta l'arme dell'antico casato che in questa zona (e in particolare nell'omonimo borgo) aveva molte proprietà. Si tratta della tipica rimessa per carrozze dove, per evitare complesse manovrfe coi cavalli, si entrava da un lato e si usciva dall'altro. Strutture di questo genere sono oggi spesso usate come garage per autoveicoli, e questa non fa eccezione. |
|          | 20       | Casa Vannucci                               | L'edificio non presenta elementi architettonici di particolare interesse, e tuttavia è da segnalare, sulla scorta delle annotazioni di Bacciotti e Bigazzi, come casa del senatore del Regno e accademico della Crusca Atto Vannucci, qui morto nel 1883. La memoria che lo ricorda è parte di un nutrito gruppo di lapidi poste dal Municipio negli anni ottanta dell'Ottocento. Sempre in questa casa abitò con la famiglia, nel 1920, l'allora giovane scrittore e giornalista Alberto Carocci. |
|          | 19       | Palazzina Fantappiè                         | Si tratta di una grande costruzione a quattro piani sviluppata su sette assi, con balcone centrale, frutto di un intervento ottocentesco teso a unificare vari edifici preesistenti. Sulla base dei dati raccolti da Marcello Jacorossi tali edifici "facevano parte del vasto complesso delle case degli Albizi, confinanti, dopo questo palazzo, con la proprietà dei Da Filicaia. Sembra che inizialmente, cioè prima della ricostruzione ottocentesca, facesse parte di un unico fabbricato, con il n. 17. Verso il 1870 il sig. Vezzani ne operò la ricostruzione al posto di due casette". In uno degli appartamenti della palazzina abitò a lungo e morì nel 1951 l'architetto Enrico Dante Fantappiè. |
|          | 24-26    | Complesso delle Oblate                      | Qui era il nucleo primitivo del vicino ospedale di Santa Maria Nuova, fondato nel 1288 da Folco Portinari, su consiglio della nutrice di casa Monna Tessa, la quale istituì anche la comunità delle religiose infermiere oblate. Questo primo nucleo, costruito tra il 1285 e il 1288, aveva una chiesa - tuttora esistente nell'edificio dell'Archivio notarile - dedicata a "Santa Maria". Quando nei primi decenni del Trecento fu costruito un nuovo reparto per gli uomini sul lato opposto della piazza fu chiamato di "Santa Maria Nuova", e questo lato divenne il reparto femminile. A partire dal 1936, anno nel quale le Oblate si trasferirono a Careggi (nel convento delle Oblate Ospitaliere Francescane di Monna Tessa), gli ambienti furono variamente destinati ad usi culturali, previ importanti lavori di ristrutturazione in particolare databili al 1938-1941. Trovarono così qui sede nel corso del tempo il Museo del Risorgimento, la Mostra permanente di Ottone Rosai, il Museo topografico Firenze com'era (da un primo nucleo già costituito nel 1908, chiuso nel 2010), l'Archivio storico comunale (dal 1976 a Palazzo Bastogi) e, ancora presenti nella struttura, il Museo e Istituto fiorentino di Preistoria (1946), l'Istituto italiano di preistoria e protostoria (1956), l'Accademia toscana di scienze e lettere La Colombaria, l'Archivio notarile e la Biblioteca Comunale Centrale. Quest'ultima, dal 2007, è stata inglobata nella nuova e ingrandita biblioteca delle Oblate. |
|          | 33-35    | Palazzo Bastogi                             | Il palazzo venne edificato a metà del Settecento dalla famiglia Bargilli Sarchi, che avevano acquistato alcune case che già appartenevano ai Pazzi, al monastero di Santa Felicita e a quello di San Salvi. La facciata settecentesca, pur con rifacimenti successivi, è elegantemente ornata e presenta cornici marcapiano, finestre inginocchiate al pian terreno, timpanate al primo piano (sia con timpani triangolari sia con semicircolari spezzati) e architravate al secondo; più originale è il doppio portale, con quattro semicolonne che sorreggono un balconcino al primo piano. All'interno spicca la Sala di Lettura, realizzata ai primi dell'Ottocento in stile neoclassico. Il palazzo venne acquistato dai Bastogi, una delle famiglie industriali più ricche a Firenze nel XIX secolo, i quali però subirono un tracollo finanziario agli inizi del XX secolo. Nel 1938 il palazzo veniva infatti ceduto al Comune di Firenze, che dal 1976 vi ha aperto l'Archivio Storico del Comune di Firenze. Qui ebbe inoltre sede tra il 1951 e il 1993 il teatro Stabile dell'Oriuolo. |
|          | 28       | Archivio Notarile                           | L'Archivio notarile occupa un lungo edificio che determina tutto il leto orientale di via Folco Portinari, con un fabbricato per l'ingresso e gli uffici su via dell'Oriuolo. Quest'ultimo è un edificio sorto a occupare un'area già segnata dalle case della famiglia Albertinelli e quindi di pertinenza del monastero delle Oblate, acquisito nel 1884 dall'Archivio Storico Notarile e nei primi decenni del Novecento radicalmente ridisegnato in forme neogotiche, con grave danno per le memorie storiche e artistiche che qui si conservavano. Il fronte su via dell'Oriuolo si presenta interamente in bozze di pietra variamente lavorate, al piano terreno con una successione di cinque fornici ad arco ribassato affiancati da buche pontaie provviste di vistose mensole. Al primo piano sono altrettante finestre con bifore ad archetti a sesto acuto. Negli spazi interni permangono alcune testimonianze storiche e artistiche riconducibili alla dimensione trecentesca dell'edificio. |
|          | 37-39-41 | Palazzo della Banca d'Italia                | Il grande edificio sorge nell'area occupata in antico dall'orto o "paradiso de' Pazzi", un giardino con annessi al quale si accedeva da un portale sormontato da uno scudo con l'arme di famiglia realizzato da Donatello, che si estendeva da borgo degli Albizi (dove erano alcune case della famiglia Pazzi al numero civico 24) fino a quest'ultimo tratto di via dell'Oriolo. Ampliata la strada tra il 1860 e il 1861 su progetto dell'ingegnere comunale Federico Gatteschi, negli anni di Firenze Capitale (1865-1871) si scelse l'area per erigere la sede della Banca d'Italia, affidando il progetto all'architetto napoletano Antonio Cipolla, che si ispirò all'architettura rinascimentale cinquecentesca romana. I lavori durarono dal 1865 al 1869. Sul monumentale fronte, organizzato per ben undici assi per tre piani di notevole altezza, è da rilevare la qualità dei materiali impiegati e la cura delle lavorazioni, come nel caso delle cancellate in ferro e, sulle lunette dei due portoni ai lati del centrale, delle coppie di bimbi nudi seduti su cornucopie ai lati dello stemma del Regno d'Italia, eseguiti da Giovanni Bastianini, al quale si devono tutte le sculture decorative. |
|          | 30       | Palazzina                                   | L'edificio segna il canto tra via dell'Oriuolo (dove è l'ingresso agli appartamenti) e via Folco Portinari, con facciate sviluppate su quattro piani rispettivamente per cinque e per sei assi. Il disegno denota una riconfigurazione dell'immobile ottocentesca, presumibilmente attuata su case che già avevano avuto nel secolo precedente importanti lavori (si veda al proposito l'elegante portale in pietra ornato con volute e festoni di carattere settecentesco). Sul limitare sinistro della facciata che guarda via dell'Oriuolo è uno scudo (risparmiato dalle nuove intonacature) con un'arme contrassegnata da un toro furioso, elemento araldico decisamente ricorrente negli stemmi delle famiglie fiorentine e quindi non riconducibile a uno specifico casato. Si segnala tuttavia come l'arme si presenti nelle stesse identiche forme anche su altri due edifici: in largo Bargellini 10 e in via Giuseppe Giusti 35. |
|          | 43       | Palazzina Ramirez de Montalvo               | L'edificio sorge in aderenza al palazzo della Banca d'Italia e presenta un prospetto di carattere ottocentesco, di disegno corretto quanto tradizionale. Organizzato su tre piani, mostra cinque assi di ampie finestre con il portone sormontato da balcone e relativo finestrone. Qui è uno scudo con l'arme dei Ramirez de Montalvo (alla sbarra sostenente un leone leopardito rivolto e accompagnato in punta da un castello turrito di tre pezzi; il tutto sormontato da un'aquila dal volo abbassato), a chiarire la proprietà dell'immobile. Pur essendo in asse con il più famoso palazzo della stessa famiglia di borgo degli Albizi, l'edificio non sembra avere un collegamento diretto con questo. Per quanto riguarda poi il prospetto, questo sarà da datarsi poco dopo il 1860, a seguire la rettificazione della via compiuta in quegli anni e come peraltro attestato da alcuni disegni conservati presso l'Archivio Storico del Comune di Firenze, relativi alle perizie di parziale esproprio del precedente immobile redatte dagli architetti Enrico Presenti e Gaetano Baccani. Lo stesso Gaetano Baccani "progettò la nuova facciata da sostituire a quella che già esisteva ed in particolare il terrazzino pensile, in posizione centrale, da porre al primo piano con balaustra in pietra". |
|          | 34-36-38 | Palazzo Guadagni Strozzi                    | Il palazzo fu costruito sulle antiche case dei Bischeri, pervenendo popi nel 1593 ai Guadagni, che lo ampliarono e abbellirono per più di due secoli. Al tempo di Carlo Strozzi Sacrati, figlio di Anna Riccardi-Strozzi, fu ridotto dal lato di via dell'Oriuolo in occasione dell'ampliamento e della rettificazione della strada e quindi ridisegnato dall'architetto Felice Francolini (sulla base della porzione su piazza del Duomo). L'edificio è stato acquistato nel 1989 dalla Regione Toscana, come sede della Presidenza della Giunta Regionale. Sulla facciata di via dell'Oriuolo è presente lo stemma Riccardi-Strozzi (partito, alla chiave d'oro posta in palo con l'anello in basso nel primo, e alla fascia caricata di tre crescenti volti in banda nel secondo). |
|          | 49       | Casamento Fabbrichesi                       | L'edificio, che determina la cantonata tra via dell'Oriuolo (dove si sviluppa su cinque piani per sette assi) e via del Proconsolo dove in antico erano delle case della famiglia Bischeri, è segnalato nel repertorio di Cresti e Zangheri come realizzazione dell'architetto Felice Francolini, indicazione che trova pieno riscontro in una serie di perizie e disegni conservati presso l'Archivio storico del Comune di Firenze, firmati appunto da Francolini e da Giuseppe Michelacci. Visto il disegno delle facciate (che comunque non presentano elementi architettonici di particolare rilievo) e i lavori di ampliamento e rettificazione della strada eseguiti tra il 1860 e il 1861, dovrebbe datarsi a circa il 1862-1863. |

### Lapidi
Al 20 si trova una memoria sulla casa di Atto Vannucci:
| QUI ABITÒ DODICI ANNI E MORÌ IL NOVE DI GIUGNO DEL MDCCCLXXXIII ATTO VANNUCCI SENATORE DEL REGNO ACCADEMICO DELLA CRUSCA CITTADINO STORICO LETTERATO DI ALTO ANIMO NEL PENSIERO E NELLA VITA INTEGERRIMO IL COMUNE DI FIRENZE Q. M. P. |

### Tabernacoli

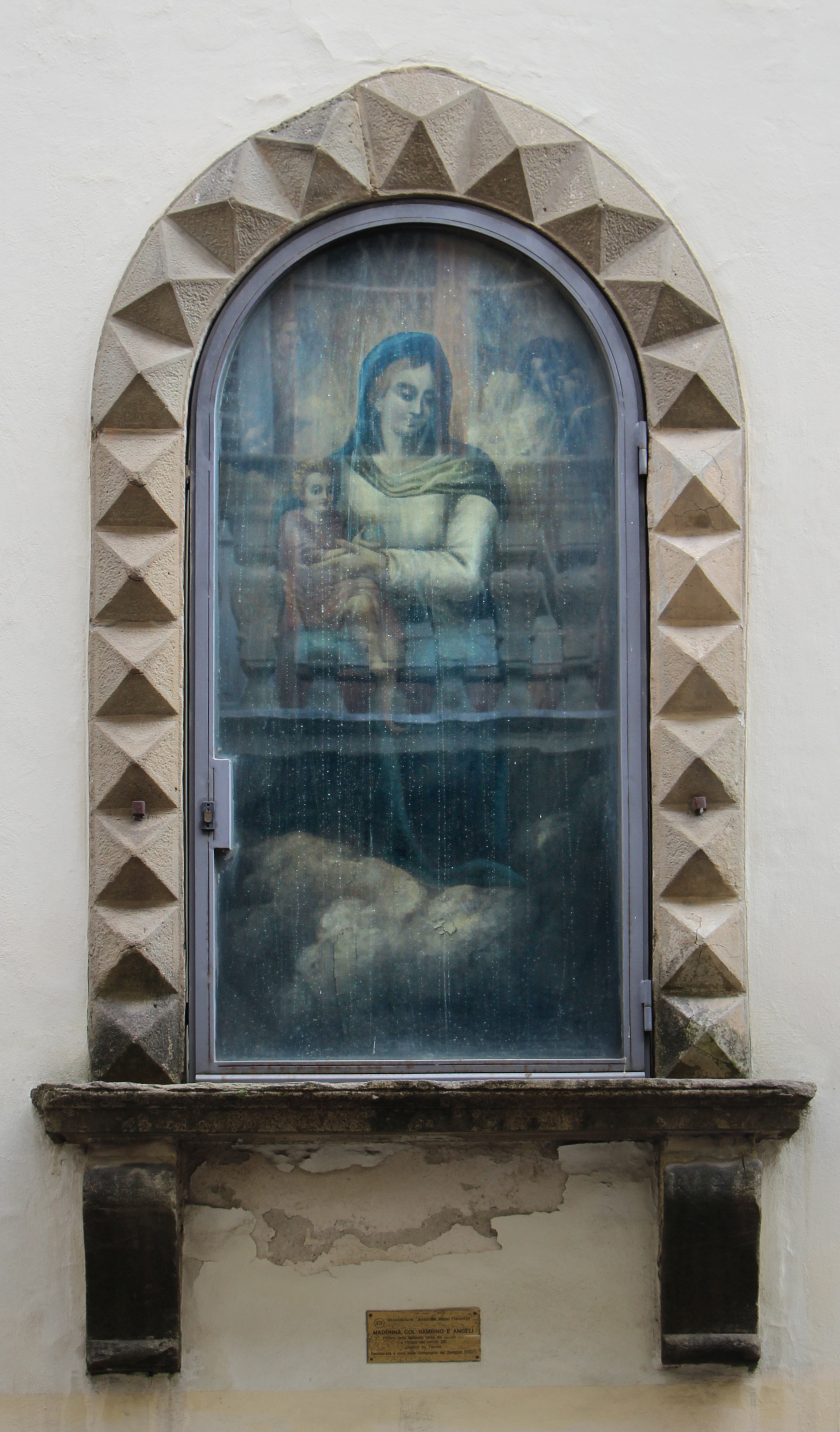
Il tabernacolo da piazza delle Cipolle

Sulla strada sono presenti due tabernacoli. Il primo è al 3r e mostra un'edicola probabilmente settecentesca col vano per un'immagine rettangolare, vuoto fin dall'epoca di Guido Carocci.
L'altro è sul muro esterno del complesso delle Oblate e fu qui rimontato dal Comitato per l'Estetica cittadina da un deposito, nel 1953. Era stato infatti smontato da una casa in piazza delle Cipolle (davanti a palazzo Strozzi, dove oggi c'è il palazzo Mattei) durante il "Risanamento" del 1874. Ha la forma di una cornice centinata a bugne a punta di diamante, con dentro un'immagine della Madonna col Bambino su tavola, databile al XVII secolo, molto compromessa da ridipinture.

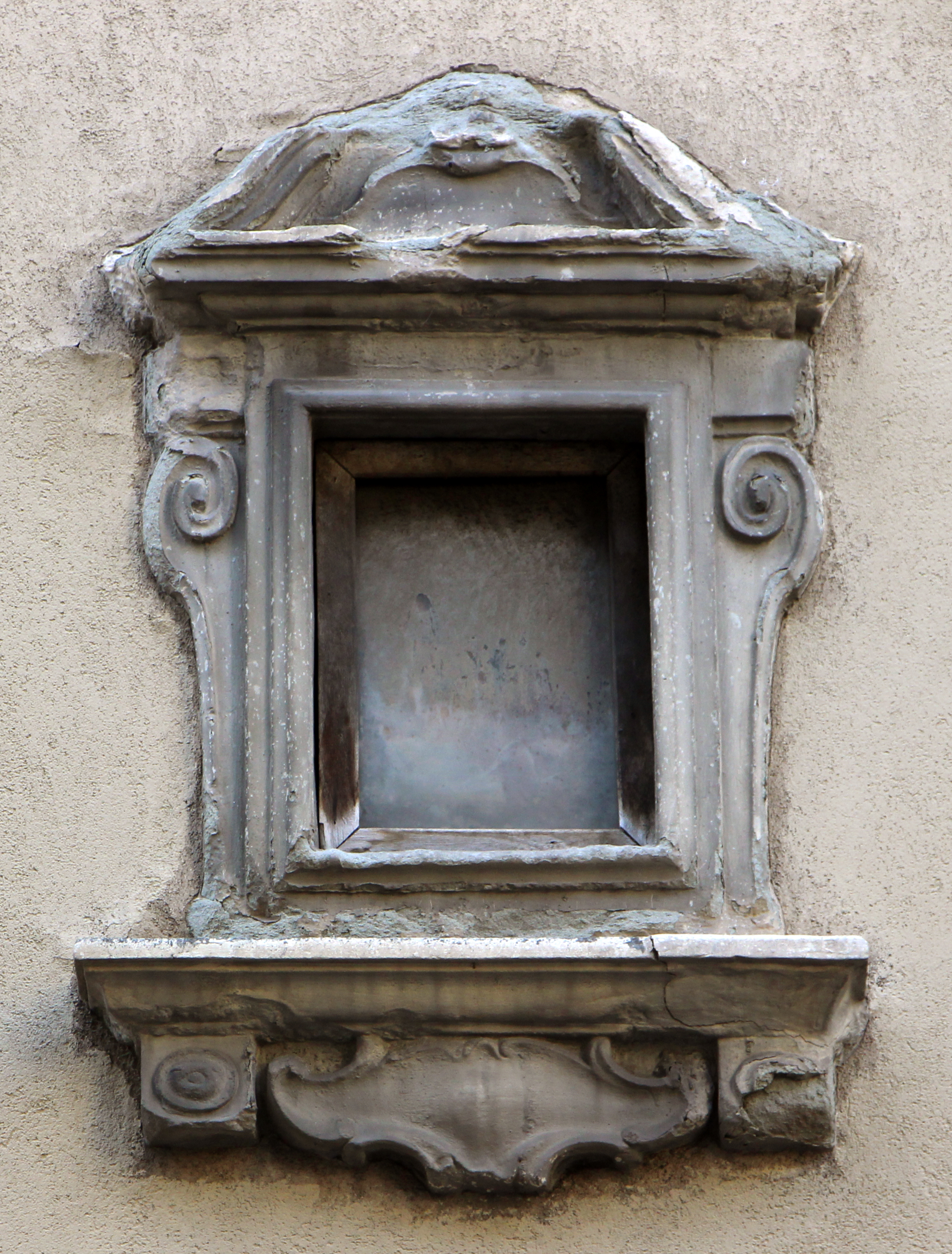
Il tabernacolo vuoto presso la volta dei Pazzi